# Åstorp (plaats)
Åstorp is de hoofdplaats van de gelijknamige gemeente Åstorp een klein deel van de plaats ligt ook in de gemeente Ängelholm beide in in het Zweedse landschap Skåne en de provincie Skåne län. De plaats heeft 8514 inwoners en een oppervlakte van 658 hectare.
Åstorp wordt voornamelijk omringd door landbouwgrond, maar in het zuidoosten grenst de plaats aan de uitlopers van de heuvelrug Söderåsen en hier grenst de plaats aan bos, hier ligt ook een steengroeve.

## Verkeer en vervoer
Bij de plaats lopen de E4, Riksväg 21, Länsväg 107 en Länsväg 112.
De plaats heeft een station aan de spoorlijn Kristianstad - Helsingborg en goederenlijn Ängelholm - Arlöv.
Åstorp · Hyllinge · Kvidinge